# Acanthaluteres brownii
Acanthaluteres brownii är en fiskart som först beskrevs av Richardson 1846.  Acanthaluteres brownii ingår i släktet Acanthaluteres och familjen filfiskar. Inga underarter finns listade i Catalogue of Life.